# Mihrengiz Kadın
Fatma Mihrengiz Kadın (turco ottomano: مهرانکیز قادین, lett. "figlia del sole/della luce"; Adapazarı o Sochi, 15 ottobre 1869 – Alessandria d'Egitto, 12 dicembre 1938) è stata la terza consorte del sultano ottomano Mehmed V.

## Infanzia
Mihrengiz Kadın nacque il 15 ottobre 1869, come Fatma Hanim. I documenti ufficiali affermano che è nata ad Adapazarı, ma Harun Açba crede invece che sia nata a Sochi e che sia fuggita nell'Impero ottomano con la sua famiglia durante la guerra russo-turca del 1877–1878. In ogni caso, venne mandata alla corte ottomana di Istanbul e ricevette una buona educazione a Palazzo, dove venne rinominata Mihrengiz Hanim imparò a suonare il pianoforte. Aveva un fratello di nome Ibrahim Bey, che serviva come terzo ciambellano del Sultano.

## Matrimonio
Mihrengiz sposò Mehmed come sua terza consorte lui era ancora Şehzade. Dopo l'ascesa al trono del Sultano Abdul Hamid II nel 1876, suo fratellastro maggiore, Mehmed divenne l'erede al trono, dopo il quale furono trasferiti negli appartamenti dell'erede nel Palazzo di Dolmabahçe. Il 2 marzo 1886, diede alla luce il suo unico figlio, Şehzade Ömer Hilmi. Il 27 aprile 1909, dopo l'ascesa al trono di Mehmed, le fu dato il titolo di "Terza Kadın". Sul finire dell'anno, alla morte di Dürriaden Kadın, venne promossa "Seconda Kadın".
Safiye Ünüvar, un'insegnante nella scuola di palazzo, che la conobbe nel 1915, annotò nelle sue memorie che non era come le altre mogli, perché Mihrengiz era magra ed emaciata, mentre le altre erano più in carne. Questo perché Mihrengiz era di salute fragile e perennemente malata.
Il 30 maggio 1918, Mihrengiz conobbe l'Imperatrice Zita di Borbone-Parma nell'harem del Palazzo di Yıldız, quando quest'ultima visitò Istanbul con suo marito l'Imperatore Carlo I d'Austria.

## Filantropia
Nel 1912, il "Centro per le donne Hilal-i Ahmer" fu organizzato con l'"Associazione ottomana Hilal-i Ahmer", una fondazione stabilita nel 1877 per provvedere a cure mediche a Istanbul e nelle comunità circostanti. Mihrengiz era un membro di quest'organizzazione.
Nel maggio del 1915, Mihrengiz visitò i soldati all'Ospedale Haydarpasha insieme ad altre donne dell'harem imperiale.  Durante la sua visita si indirizzò anche ai soldati:

## Ultimi anni e morte
Dopo la morte di Mehmed, andò a vivere con suo figlio. All'esilio della famiglia imperiale nel marzo del 1924, Mihrengiz, suo figlio Şehzade Ömer Hilmi e i suoi due figli, Emine Mukbile Sultan e Şehzade Mahmud Namik, si trasferirono prima a Beirut e poi a Nizza, e alla fine ad Alessandria d'Egitto dove Omer Hilmi morì nel 1935. Lei morì il 12 dicembre 1938 ad Alessandria all'età di sessantanove anni. Fu sepolta nel mausoleo di Khedive Twefik Pasha al Il Cairo.

## Discendenza
Da Mehmed V, Mihrengiz Kadın ebbe un figlio:
- Şehzade Ömer Hilmi (2 marzo 1886 - 6 aprile 1935). Ebbe cinque consorti, un figlio e una figlia.